# Концептуальная партия «Единение»
«Концептуальная партия „Единение“» (сокращённо КПЕ) — политическая партия в России, существовавшая в 2000—2007 годах. Выражала интересы нового религиозного движения оккультно-конспирологического характера «Концепция общественной безопасности» (КОБ).
Лидером партии был генерал-майор космических войск ВС России в отставке Константин Петров (1945—2009). В 2007 году партия ликвидирована в связи с малочисленностью. Ряд ключевых изданий КОБ в России запрещены и внесены в федеральный список экстремистских материалов.
С 2012 года действует в форме общественного движения «КПЕ», под председательством Сергея Каменева.

## История

### Создание партии
Член центрального комитета Игорь Норченко назвал «предтечей» КПЕ «Народное движение к богодержавию», созданное в 1997 году.
Первоначально партия носила название «Общероссийская политическая общественная организация — Всенародная партия мирной воли „Единение“». В июле 2000 году в Перми прошел учредительный съезд, а 24 сентября 2002 года организация была зарегистрирована Минюстом России, учредителями которой стал генерал Константин Петров и предприниматель Наталья Апалькова.
Название «Концептуальная партия „Единение“» было принято на внеочередном съезде, который состоялся в апреле 2002 года в Звенигороде.

### Участие в выборах в Госдуму
Партия участвовала в выборах в Госдуму в 2003 году и набрала 1,17 % голосов избирателей. В первую тройку федерального списка кандидатов, кроме лидера партии Константина Петрова, вошли генеральный директор ООО «Независимая газовая компания» Владимир Грибов и композитор и автор-исполнитель Дмитрий Полторацкий. Среди других известных лиц в федеральный список также вошли генеральный директор ОАО «1-я Петербургская макаронная фабрика» Виктор Ефимов и главный редактор газеты «Мера за меру» Валерий Пякин.
В ходе теледебатов Петров объявил о поддержке партии новым религиозным движением «Звенящие кедры России» («Анастасия»); также он заявил, что усматривает в молитве «Отче наш» обращение к сатане, что РПЦ — это секта, а астрология должна быть возвращена «в лоно математических наук».
Со стороны представителей других политических сил партия была обвинена в «сектантстве» (Наталия Нарочницкая, блок «Родина») и «разжигании религиозной розни» (Юлий Нисневич, «Новый курс — автомобильная Россия»). Лидер партии «За Русь святую» Сергей Попов в эфире ОРТ охарактеризовал идеологию КПЕ как «сатанизм», а также обвинил партию в использовании в своей программе квазинаучной и квазимедицинской терминологии, схожей с используемой в материалах новых религиозных движений.

### События, касающиеся партии
15 мая 2007 года Верховный суд РФ удовлетворил иск Федеральной регистрационной службы о ликвидации «Концептуальной партии „Единение“». Причина ликвидации — недостаточное количество зарегистрированных членов на момент проверки в нескольких регионах.
10 июля 2009 года на учредительном съезде в санатории «Высокий бор» подо Ржевом на той же идеологической базе бывшими членами КПЕ была создана общественная организация — Российское общенародное движение «Курсом правды и Единения» (РОД КПЕ).
20 ноября 2013 года Лефортовский райсуд Москвы признал экстремистским материалом печатное издание — книгу «Мёртвая вода» Концепция Общественной Безопасности. Китеж. Державный град России. 2004, в двух частях — Часть 1. Историко-философский очерк (457 стр.) и Часть 2. Вписание (458 с.). (эта книга является одной из важнейших книг партии КПЕ). Решениями других судов также были объявлены экстремистскими книги КПЕ, изданные под собственным издательским брендом «Академия управления»:
- Петров К. П. Тайны управления человечеством или Тайны глобализации. Том 1, том 2. — М.: НОУ «Академия управления», 2008.
- Религиоведение советской эпохи — самое гуманное религиоведение в мире. Учебное пособие. Прогнозно-аналитический центр академии Управления. — М.: НОУ «Академия Управления», 2010.
- И будете искать, кому бы продаться, но не будет на вас покупающего… — М.: Академия Управления, 2008. — 63 с.
- Нерусский «Дух» для русской души. Церковная социология и церковная духовность. — Общественная инициатива, 2005. — 359 с. — (Академия Управления).

Кроме того, Хостинским райсудом Сочи признаны экстремистскими книги анонимного авторского коллектива «Внутренний Предиктор»:
- Внутренний Предиктор СССР. Либерализм — враг свободы. — СПб.: Общественная инициатива, 2003.
- Внутренний предиктор СССР. К Богодержавию… — СПб.: Общественная инициатива, 2004.
- Внутренний предиктор. От корпоративности под покровом идей к соборности в Богодержавии. — СПб.: Общественная инициатива, 2003.

## Теоретическая платформа
Теоретической платформой концептуальной партии «Единение» является совокупность документов под названием «Концепция общественной безопасности „Мёртвая вода“» (сокращённо «КОБ», «КОБа» — совпадает с партийным прозвищем И. В. Сталина, чья деятельность, как и деятельность Генри Форда, приводится в качестве примера эффективного управления) — общественно-политическая разработка анонимного авторского коллектива под названием «Внутренний Предиктор СССР».
В документах КПЕ аббревиатура «СССР» расшифровывается как «Святая Соборная Справедливая Россия». В материалах ВП СССР расшифровка аббревиатуры «СССР» не даётся.
Данная аналитическая группа существует с 1985—1987 года, будущий лидер партии К. П. Петров примкнул к числу её сторонников в 1994 году. Концепция обсуждалась в ходе парламентских слушаний в Госдуме в ноябре 1995 года.
Основа концепции включает в себя следующие работы ВП СССР в порядке убывания приоритетности:
- «Диалектика и атеизм: две сути несовместны»,
- «Мёртвая вода»,
- «От корпоративности под покровом идей к соборности в Богодержавии»,
- «Принципы кадровой политики: государства, „антигосударства“, общественной инициативы»,
- «Почему, призывая к Богодержавию, Внутренний Предиктор не приемлет Последний Завет»,
- «Язык наш: как объективная данность и как культура речи»,
- «Нам нужна иная школа».

«Концепция общественной безопасности» позиционируется как концепция, анализирующая идеологии, вероучения, священные писания, хронологию исторических событий; разработаны методология познания, достаточно общая теория управления (ДОТУ), экономическая теория, взгляд на богословие, философию, глобальный исторический процесс, психологию, педагогику, социологию. Авторы излагают своё видение второго смыслового ряда некоторых художественных произведений (в частности «Мастер и Маргарита», «Руслан и Людмила», х/ф «Матрица»).
По утверждению разработчиков концепции, название «Мёртвая вода» перекликается с поэмой А. С. Пушкина «Руслан и Людмила»: если полить на кровавые раны «мёртвой» водой, то раны переставали кровоточить; только после этого надо было поливать «живой» водой, — тогда мёртвые герои оживали. Без «мёртвой» воды из-за незаживших ран герой снова мог бы погибнуть. Кроме того, иногда вода представляется как образ информации, при этом «мёртвая вода» — написанный текст, в то время как «живая вода», это «живое» общение.
Как до создания партии, так и после её ликвидации, регулярно выходили аналитические записки и книги, связанные с концепцией общественной безопасности (к 2009 году под псевдонимом «ВП СССР» опубликовано более 50 книг и более 200 аналитических записок).

### Парламентские слушания по КОБ
Благодаря поддержке спикера Ивана Рыбкина сторонники КОБ добились парламентских слушаний в Государственной Думе России 28 ноября 1995 года. «Рекомендации парламентских слушаний» по вопросу о «Концепции общественной безопасности» включают следующее:

1. Рекомендовать Президенту Российской Федерации, Правительству Российской Федерации, парламенту Российской Федерации, общественным объединениям ознакомиться с предложенной концепцией общественной безопасности России и начать её гласное обсуждение в средствах массовой информации, в аудиториях.
2. Просить Президента Российской Федерации обратиться с предложением к мировому сообществу и ООН провести в 1996 году в г. Кирове международный конгресс по вопросам общественной безопасности планеты.
3. Предложить депутатам Государственной Думы принять постановление о создании специальной экспертной комиссии из представителей всех комитетов Государственной Думы по оценке Концепции общественной безопасности России и разработке закона «О национальной безопасности».
4. Рекомендовать Федеральному Собранию выступить с совместным заявлением двух палат о запрещении пропаганды агрессии и насилия в СМИ. Принять постановление о переаттестации журналистских кадров и технического персонала СМИ на предмет оценки их прошлой деятельности, знания социальной психологии, умения в журналистском творчестве не разрушать, а созидать, руководствоваться высшими интересами информационной безопасности государства, общества и человека.
5. В Комитете Государственной Думы по безопасности целесообразно иметь соответствующую подструктуру, функции которой будут отличаться от функций Комитета по информационной политике. Рекомендовать начать разработку закона «Об информационной безопасности», поскольку центральные СМИ Российской Федерации превратились в один из основных источников опасности общественной безопасности страны, продолжают вести необъявленную войну против собственного народа.
6. Новому составу Государственной Думы рекомендовать проведение парламентских слушаний на тему «Концепция общественной безопасности» в самом начале своей деятельности с учётом замечаний и предложений, поступивших на парламентских слушаниях, а также из министерств и ведомств субъектов Федерации, от депутатов и отдельных граждан.

— Концепция общественной безопасности России // Думский вестник. 1996. № 1. С. 137.
Таким образом, вопреки заявлениям сторонников КПЕ, на данных парламентских слушаниях концепция не была «одобрена и рекомендована к внедрению», но было рекомендовано ознакомиться с концепцией и обсудить её. В ходе слушаний заместитель руководителя аппарата Московской городской думы О. А. Бектобегова отметила, что «обязательно нужна экспертная оценка». На официальном сайте партии и в других распространяемых ей материалах не приводится сообщений о каких-либо конкретных мерах государственных органов, направленных на внедрение или применение «Концепции общественной безопасности», предпринятых по результатам слушаний.

### Концептуальная власть
В лекциях лидера КПЕ К. П. Петрова «Тайны управления человечеством», читавшихся в 1997—2004 гг. и излагающих часть основных положений КОБ, мировая история рассматривается как «управляемый процесс». Так, в аннотации к ним указано:

Цикл лекций включает в себя изложение современным языком древних мировоззренческих и философских положений, скрываемых от человечества, и их сравнение с существующими. Обнажаются ложные понятия и представления, обосновываются и доказываются истинные. С этих позиций проводится анализ истории человечества как процесса управляемого и роль России в этом процессе. Раскрывается происхождение человечества, его история и предназначение его существования.

Термин «концептуальная власть» был сформулирован ВП СССР в двух значениях:
1. Как власть над обществом определённой концепции, по которой осуществляется общественное самоуправление;
2. Как власть конкретных людей, несущих в себе такие функции:
  - распознавание факторов, оказывающих давление среды на общество;
  - формирование векторов целей в отношении фактора, оказывающего давление;
  - формирование целесообразной, целенаправленной функции управления структурным и бесструктурным[~ 6] способами, то есть концепции управления достижением цели развития общества.

Идеология КПЕ включает в себя представление о существовании «мирового заговора» (который носит бесструктурный характер), «мирового закулисья» и т. п. — «глобального (надиудейского) предиктора («предуказателя»)», созданного 3500 лет назад 22 древнеегипетскими жрецами-иерофантами, который осуществляет главенство в том числе и над «Мировым масонским Правительством» (см. Масонский заговор), и представляет собой «не только (и в первую очередь не столько) людей, сколько комплекс знаний глобального уровня значимости». «Глобальный предиктор» является субъектом, реализующим в меру своего понимания «концептуальную власть» (власть идей, довлеющих над обществом, и людей, формирующих, понявших и реализующих эти идеи) в отношении всего общества. Для решения основных проблем российского общества, сторонники КПЕ указывают на необходимость обретения Россией собственной «концептуальной власти». По мнению идеологов партии, ныне «мировое правительство» возглавляется «небольшой группой мировых финансовых воротил».
В распространяемых партией материалах говорилось и о других заговорах: например, о плане «алкогольного геноцида русского народа», осуществляемом с древних времён христианской церковью, приобщающей прихожан к употреблению вина, в том числе через ритуал «винного причастия».

## Критика
Авторским коллективом «Внутренний Предиктор СССР» критиковалась деятельность партии КПЕ и лекции Петрова К. П. за наличие искажений изначального смысла, вложенного ВП СССР. Так, например, в курсе лекций «Тайны управления человечеством» Петров К. П. неоднократно в качестве примера представителя глобального предиктора приводит Ротшильдов, однако в работах ВП СССР прямо указывается, что кланы-миллиардеры не принадлежат к глобальному предиктору концептуальной власти.
В 2007 году партия как юридическое лицо ликвидирована, с 2012 года организация действует в форме общественного движения КПЕ. В 2013 году в Нижегородской области на турбазе «Дубки» в поселке Красный Бакен округа Выкса, состоялся слет активистов движения, на котором органами ФСБ России были изъята партийная литература и книги по «Концепции Общественной Безопасности» (КОБ).
В 2014 году в Челябинске прошли обыски членов КПЕ.